# Ernst Sedlnitzky
Ernst Sedlnitzky, v česky psaných dobových pramenech též Arnošt Sedlnický (23. listopadu 1841 Brno – 30. ledna 1904 Gorice), byl rakouský šlechtic a politik ze Slezska, za Rakouska-Uherska na přelomu 19. a 20. století poslanec Říšské rady. Pocházel z českého rodu Sedlnických z Choltic.

## Biografie
Byl majitelem panství Jezdkovice a Držkovice u Opavy. Zastával funkci místopředsedy německé hospodářské a lesnické společnosti v Opavě a roku 1903 byl zvolen za jejího předsedu. Jeho švagrem byl politik Stanislav Zdenko Sedlnický z Choltic.
Do své smrti zasedal jako poslanec Slezského zemského sněmu. Na konci století se zapojil i do celostátní politiky. Ve volbách do Říšské rady roku 1897 získal mandát za velkostatkářskou kurii ve Slezsku. Mandát obhájil i ve volbách do Říšské rady roku 1901. Zasedal zde do své smrti roku 1904. Pak ho nahradil Jan Larisch-Mönnich II. K roku 1907 se profesně uvádí jako majitel statku. Na sněmu i v Říšské radě patřil k proněmecké, centralistické Straně ústavověrného velkostatku.
Z manželství s hraběnkou Helenou Serényiovou (1849–1930) měl jedinou dceru Mariku (1874–1953), která se v roce 1906 provdala za barona Huga Rhemena zu Barensfeld.
Několik posledních svého života trpěl kornatěním cév a příčinou úmrtí bylo selhání srdce. Zemřel v lednu 1904. Byl nalezen mrtvý jednoho rána v posteli ve své vile v Gorici.
Je pohřben v rodinné hrobce ve Velkých Albrechticích.